# 金谷站 (福建省)
金谷站是漳泉铁路上的一座铁路车站，位于福建省泉州市安溪县金谷镇，建于1996年，并于2025年撤销，撤销前为五等站。

## 概况
1996年，车站随漳泉铁路湖肖段的建成而开启试运营，1999年正式投用，并同时办理客货运业务。2012年2月17日，车站停止办理客运业务，但每日有一对往来漳平站与泉州东站的路用通勤列车停靠，办理职工通勤业务，货运则仅办理散堆装货物到达。2025年3月27日上午10时，车站正式撤销，并同步拆除道岔等设施。